# Lasiocampa
Genre
Le genre Lasiocampa regroupe des insectes lépidoptères de la famille des Lasiocampidae, sous-famille des Lasiocampinae et de la tribu des Lasiocampini.

## Systématique
- Le genre Lasiocampa a été décrit par l'entomologiste allemand Franz von Paula Schrank en 1802[1].
- L'espèce type pour le genre est Lasiocampa quercus (Linnaeus, 1758)

### Synonymie
- Pachygastria Hübner, 1820[2]
- Ireocampa Rambur, 1858[3]
- Lambessa Staudinger, 1901[4]

### Taxinomie
Liste des espèces
- Lasiocampa datini (Mabille, 1888) — Bombyx de Datin.
- Lasiocampa eversmanni (Eversmann, 1843).
- Lasiocampa grandis (Rogenhofer, 1891).
- Lasiocampa nana Staudinger, 1887.
- Lasiocampa piontkovskii Sheljuzhko, 1943.
- Lasiocampa quercus (Linnaeus, 1758) — Bombyx du chêne ou minime à bande.
- Lasiocampa serrula (Guenée, 1858).
- Lasiocampa staudingeri (Baker, 1885) — Bombyx de Staudinger.
- Lasiocampa trifolii (Denis et Shiffermüller, 1775) — Bombyx du trèfle ou petit minime à bande.

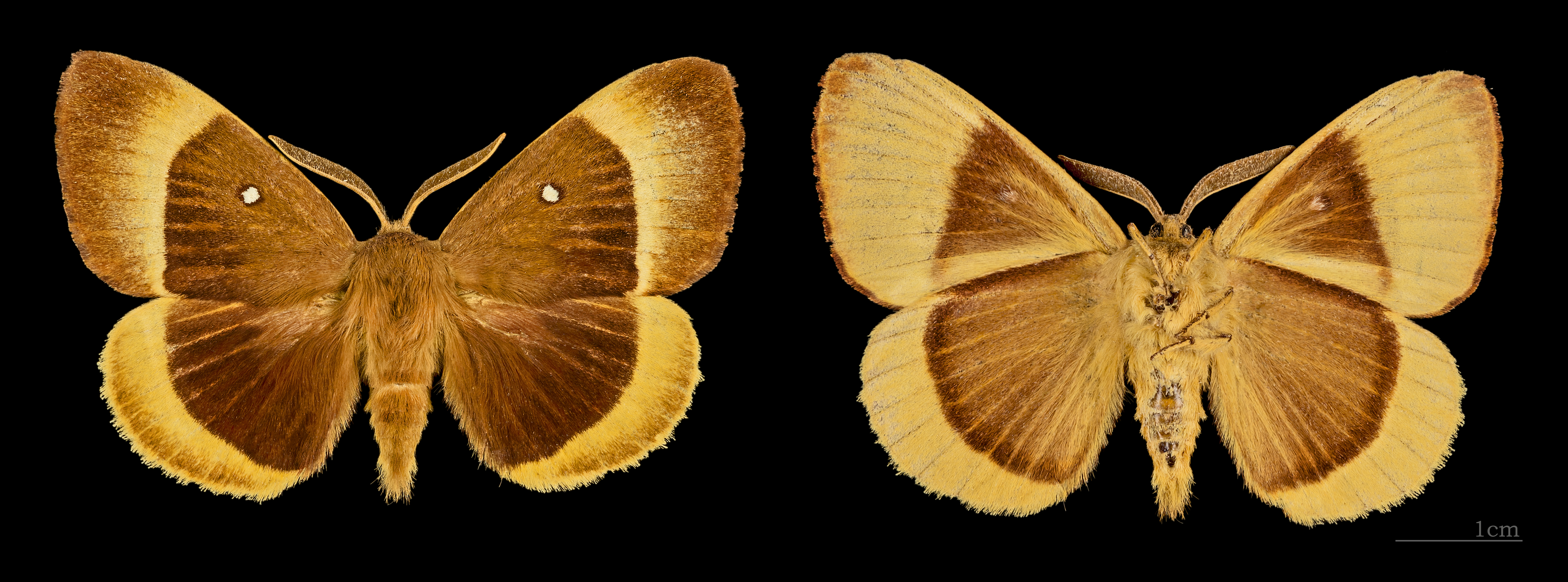
Lasiocampa quercus
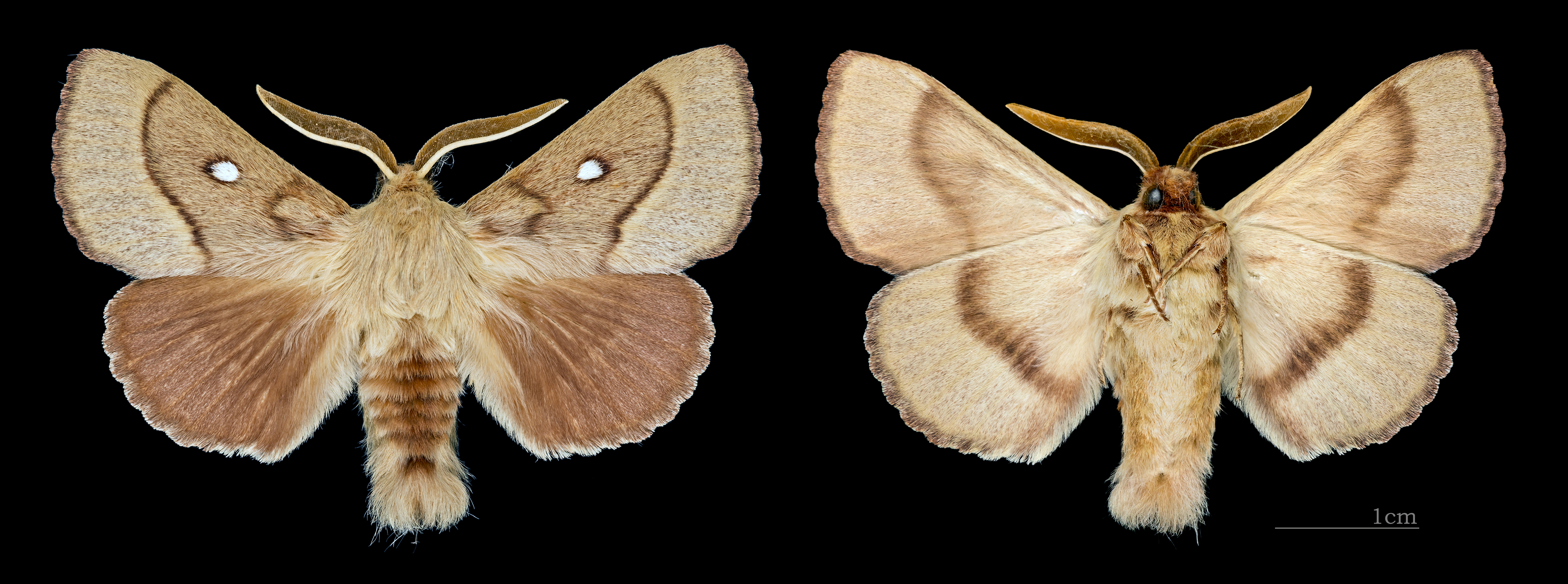
Lasiocampa trifolii